# Antonio Casas Barros
Antonio Casas Barros (La Corunya, 11 de novembre de 1911 - † Madrid, 14 de febrer de 1982) va ser un actor i futbolista espanyol.

## Biografia
Va cursar estudis de Marina mercant i es va dedicar professionalment al futbol durant algunes temporades com a jugador del Atlètic de Madrid, fins que una lesió ho va apartar de l'esport i en 1941 va recalar casualment al cinema amb un paper secundari en la pel·lícula Unos pasos de mujer, d'Eusebio Fernández Ardavín. En 1945 es va iniciar en el teatre de la mà de María Fernanda Ladrón de Guevara.
La seva versatilitat sobre les taules li va permetre interpretar obres de Luigi Pirandello o Agatha Christie, destacant en muntatges com La enemiga; Una gallega en Nueva York; En la red, d'Alfonso Sastre, amb direcció de Juan Antonio Bardem i El abogado del diablo, en versió lliure de José María Pemán.
Al cinema es va convertir en un sòlid actor de repartiment al llarg de les dècades de 1940 i 1950, amb títols com Fuenteovejuna, de Antonio Fernández-Román; La leona de Castilla i Alba de América, de Juan de Orduña o El ruiseñor de las cumbres, d'Antonio del Amo. Durant la dècada de 1960 va participar en nombrosos Spaguetti western, recordant-se el seu treball a Una pistola per Ringo i Il ritorno de Ringo, de Duccio Tessari i sobretot a El bo, el lleig i el dolent, de Sergio Leone.
En 1963 va aconseguir el Premi del Sindicat Nacional de l'Espectacle pel seu paper principal a Nunca pasa nada, de J. A. Bardem, on va encarnar a un metge de províncies en la disjuntiva de deixar-se seduir per una alegre corista francesa o continuar agonitzant en la rutina familiar. La seva àmplia filmografia inclou els títols Fata Morgana, de Vicente Aranda; Nueve cartas a Berta, de Basilio Martín Patino; Tristana, de Luis Buñuel i Nadie oyó gritar, d'Eloy de la Iglesia, entre d'altres.
Per a la televisió va intervenir amb assiduïtat en espais com Estudio 1 i Novela, i en els seus últims anys en les sèries Cervantes i La máscara negra.

## Filmografia selecta
- El hombre que supo amar, de Miguel Picazo (1978).
- La muerte del escorpión, de Gonzalo Herralde (1976).
- La joven casada, de Mario Camus (1975).
- El mejor alcalde, el rey, de Rafael Gil (1974).
- Nadie oyó gritar, d'Eloy de la Iglesia (1973).
- Me enveneno de azules, de Francisco Regueiro (1971).
- El bosque del lobo, de Pedro Olea (1971).
- Tristana, de Luis Buñuel (1970).
- Manos torpes, de Rafael Romero Marchent (1969).
- Las secretarias, de Pedro Lazaga (1968).
- Operación Plus Ultra , de Pedro Lazaga (1966)
- El bo, el lleig i el dolent, de Sergio Leone (1966).
- Nueve cartas a Berta, de Basilio Martín Patino (1966).
- Il ritorno de Ringo, de Duccio Tessari (1966).
- Una pistola per Ringo, de Duccio Tessari (1965).
- Fata Morgana, de Vicente Aranda (1965).
- El sonido de la muerte, de José Antonio Nieves Conde (1965).
- Brandy, de José Luis Borau (1964).
- El camino, de Ana Mariscal (1963).
- Nunca pasa nada, de Juan Antonio Bardem (1963).
- El coloso de Rodas, de Sergio Leone (1961).
- La paz empieza nunca, de León Klimovsky (1960).
- El ruiseñor de las cumbres, de Antonio del Amo (1958).
- Habanera, de José María Elorrieta (1958).
- Los ángeles del volante, de Ignacio Iquino (1957).
- El expreso de Andalucía, de Francisco Rovira Beleta (1956).
- Alba de América, de Juan de Orduña (1951).
- La leona de Castilla, de Juan de Orduña (1951).
- Cerca del cielo, de Mariano Pombo i Domingo Viladomat (1951).
- El santuario no se rinde, de Arturo Ruiz Castillo (1949).
- Fuenteovejuna, de Antonio Fernández-Román (1947).
- El doncel de la Reina, de Eusebio Fernández Ardavín (1946).
- Correo de indias, de Edgar Neville (1942).
- La rueda de la vida, de Eusebio Fernández Ardavín (1942).
- Goyescas, de Benito Perojo (1942).
- Unos pasos de mujer, de Eusebio Fernández Ardavín (1941).